# Cmentarz żydowski w Łobżenicy
Cmentarz żydowski w Łobżenicy – założony w XVI wieku. W czasie II wojny światowej uległ dewastacji. Po roku 1945 został zlikwidowany. Nie zachowały się na nim żadne macewy. Obecnie teren dawnego cmentarza jest objęty ochroną konserwatorską.